# Olympische Sommerspiele 2004/Teilnehmer (Puerto Rico)
| Gelbes Symbol für Goldmedaillen mit stilisierten Olympischen Ringen | Graues Symbol für Silbermedaillen mit stilisierten Olympischen Ringen | Braundes Symbol für Bronzemedaillen mit stilisierten Olympischen Ringen |
| ------------------------------------------------------------------- | --------------------------------------------------------------------- | ----------------------------------------------------------------------- |
| —                                                                   | —                                                                     | —                                                                       |

Puerto Rico nahm an den Olympischen Sommerspielen 2004 in Athen, Griechenland, mit einer Delegation von 43 Sportlern (32 Männer und elf Frauen) teil.

## Teilnehmer nach Sportarten

### Basketball
- Herrenteam
6. Platz
- Kader
Rick Apodaca
Carlos Arroyo
Larry Ayuso
Eddie Casiano
Christian Dalmau
Sharif Karim Fajardo
Bobby Joe Hatton
Rolando Hourruitiner
José Rafael Ortíz
Peter John Ramos
Jorge Rivera
Daniel Santiago

### Boxen
- Joseph Serrano
Fliegengewicht: 17. Platz
- Juan Manuel López
Bantamgewicht: 17. Platz
- Carlos Velázquez
Federgewicht: 17. Platz
- Alex de Jesús
Leichtgewicht: 9. Platz
- Víctor Bisbal
Superschwergewicht: 9. Platz

### Judo
- Melvin Méndez
Halbleichtgewicht: 1. Runde
- Ramón Ayala
Halbschwergewicht: 2. Runde
- Jessica García
Frauen, Leichtgewicht: Viertelfinale

### Leichtathletik
- Alex Greaux
3000 Meter Hindernis: Vorläufe
- Luiggy Llanos
Zehnkampf: DNF
- Yvonne Harrison
Frauen, 400 Meter Hürden: Vorläufe

### Reiten
- Mark Watring
Springreiten, Einzel: DNF in der Qualifikation

### Ringen
- Mabel Fonseca
Frauen, Leichtgewicht, Freistil: Disqualifiziert

### Schießen
- Lucas Bennazar
Trap: 27. Platz
Doppeltrap: 23. Platz

### Schwimmen
- Ricardo Busquets
50 Meter Freistil: 15. Platz
- Arsenio López
100 Meter Brust: 37. Platz
- Andrew Livingston
200 Meter Schmetterling: 21. Platz
- Jorge Oliver
200 Meter Lagen: 45. Platz
- Vanessa García
Frauen, 50 Meter Freistil: 28. Platz
Frauen, 100 Meter Freistil: 35. Platz
- Gretchen Gotay
Frauen, 200 Meter Rücken: 31. Platz

### Segeln
- Quique Figueroa
Tornado: 7. Platz
- Jorge Hernandez
Tornado: 7. Platz
- Karla Barrera
Frauen, Windsurfen: 26. Platz

### Synchronschwimmen
- Luña del Mar Aguiliú
Duett: 23. Platz
- Leilani Torres
Duett: 23. Platz

### Taekwondo
- Ineabelle Díaz
Frauen, Klasse bis 67 Kilogramm: 5. Platz

### Tennis
- Kristina Brandi
Frauen, Einzel: 17. Platz

### Turnen
- Luis Vargas
Einzelmehrkampf: 15. Platz
Barren: 49. Platz in der Qualifikation
Boden: 60. Platz in der Qualifikation
Pferdsprung: 38. Platz in der Qualifikation
Reck: 29. Platz in der Qualifikation
Ringe: 45. Platz in der Qualifikation
Seitpferd: 13. Platz in der Qualifikation

### Volleyball (Beach)
- Ramón Hernández
Herrenwettkampf: 19. Platz
- Raúl Papaleo
Herrenwettkampf: 19. Platz

### Wasserspringen
- Angelique Rodríguez
Frauen, Kunstspringen: 25. Platz
Frauen, Turmspringen: 18. Platz